# 乳酸アルドラーゼ
乳酸アルドラーゼ(Lactate aldolase、EC 4.1.2.36)、以下の化学反応を触媒する酵素である。
(S)-乳酸{\displaystyle \rightleftharpoons }ギ酸 + アセトアルデヒド
従って、この酵素の基質は(S)-乳酸のみ、生成物はギ酸とアセトアルデヒドの2つである。
この酵素はリアーゼ、特に炭素-炭素結合を切断するアルデヒドリアーゼに分類される。系統名は、(S)-乳酸 アセトアルデヒドリアーゼ (ギ酸形成)((S)-lactate acetaldehyde-lyase (formate-forming))である。他に、lactate synthase、(S)-lactate acetaldehyde-lyase等とも呼ばれる。この酵素は、ピルビン酸の代謝に関与している。